# Concession Speech
Eine Concession oder Concession Speech ist eine überwiegend im angloamerikanischen Raum populäre Rede, mit der ein Kandidat seine Wahlniederlage anerkennt.
Der englische Begriff für die Niederlagenrede bezeichnet den Akt, bei dem ein unterlegener Kandidat nach der Wahl öffentlich dem Gewinner des Wahlsiegs gratuliert, sobald das allgemeine Wahlergebnis klar ist. Diese Konzession ist kein gesetzliches Gebot, die Ankündigung erfolgt gewöhnlich nach der Wahl.

## Vereinigte Staaten
In den Vereinigten Staaten wird der Wahlsieger üblicherweise bereits als „President-elect“ bezeichnet, sobald der unterlegene Kandidat seine Niederlage öffentlich anerkennt (eine sogenannte „concession“) und dem Gewinner gratuliert. Alternativ kann dieser Titel auch dann verwendet werden, wenn der Sieg des Kandidaten von einer breiten Mehrheit, insbesondere in den Medien, als bestätigt angesehen wird. Bei einem klaren Wahlergebnis ist es sogar möglich, dass bereits in der Wahlnacht vom „President-elect“ gesprochen wird.
Das erste Mal in den Vereinigten Staaten, dass ein Kandidat eine verlorene Präsidentschaftswahl privat anerkannte, war 1800, als Föderalist John Adams seine Niederlage gegenüber dem demokratisch-republikanischen Thomas Jefferson eingestand. 1860 räumte der Norddemokrat Stephen Douglas seine Niederlage gegenüber dem Republikaner Abraham Lincoln mit den Worten ein: 'Partisan feeling must yield to patriotism. I'm with you, Mr. President, and God bless you.'  („Parteigefühle müssen dem Patriotismus weichen. Ich stehe hinter Ihnen, Herr Präsident, und Gottes Segen mit Ihnen.“) Allerdings war in den ersten hundert Jahren des Landes eine öffentliche Konzession eher die Ausnahme als die Regel.
In jüngerer Zeit wurde die Rede von John McCain seinerzeit allgemein positiv aufgenommen und für ihre Würde und Selbstlosigkeit gelobt.
Hillary Clinton erklärte in einer öffentlichen Ansprache die Niederlage und forderte das Land zur Einigkeit auf.
Bei der Präsidentschaftswahl in den Vereinigten Staaten 2020 weigerte sich der Amtsinhaber Donald Trump, seine Niederlage gegen Joe Biden einzugestehen, und gab daher keine Concession Speech ab.

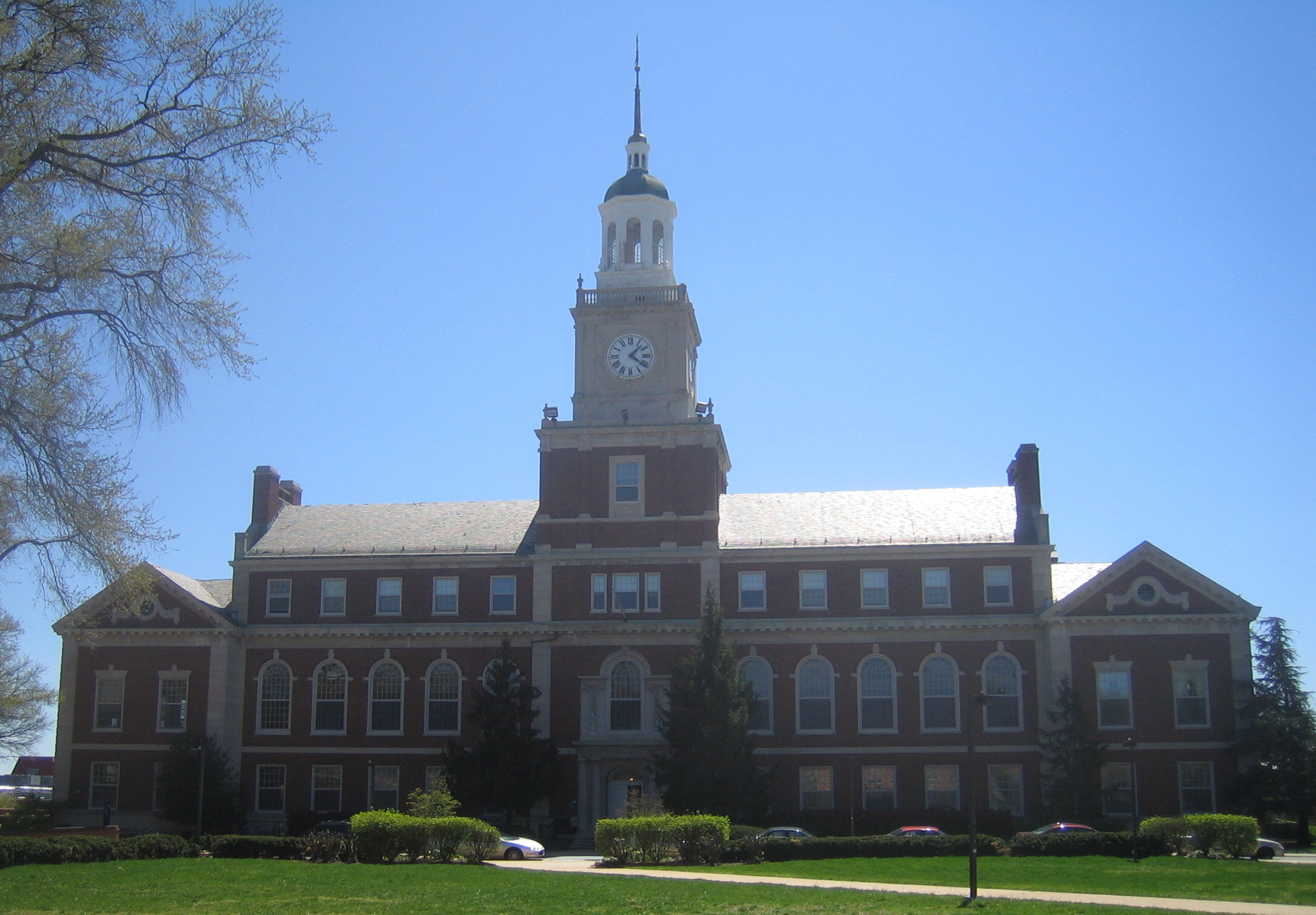
Founders Library der Howard University (die Kulisse der Rede von Kamala Harris)

Die Concession Speech von Kamala Harris nach den US-Präsidentschaftswahlen 2024 fand am späten Nachmittag des 6. November statt.

## Südkorea
In Südkorea beispielsweise gilt die offizielle Niederlage von Lee Jae-myung, dem Kandidaten der Deobureo-minju-Partei (Gemeinsame Demokratische Partei), gegenüber Yoon Suk-yeol von der Partei Gungminui-him (Macht der Staatsbürger) bei der 20. Präsidentschaftswahl am 9. März 2022 als weiteres Beispiel einer solchen Rede.